# Château de Chastellux
Le château de Chastellux [ʃatly] est un édifice des XIe, XIIIe, XVe et XIXe siècles situé à Chastellux-sur-Cure dans l'Yonne, en Bourgogne-Franche-Comté.
Ce château est toujours habité par la famille qui l'a construit, fait rarissime en France. L'édification des parties les plus anciennes encore existantes — tour Saint-Jean — remonte à l'an 1080 environ.
Le bâtiment principal fait l'objet d'une première inscription au titre des monuments historiques le 10 novembre 1925. Une tour est ensuite classée le 10 novembre 1976 avant que les communs et aménagements alentour ne soient inscrits le 17 février 1989.

## Histoire
La maison de Chastellux prend son nom d'un lieu nommé Castrum Lucii situé sur les bords de la Cure, à 15 km d'Avallon. On attribue les origines du bâtiment — dans son premier état, il s'agissait d'un fort en bois et en pierre — aux Romains dont il reste de nombreux vestiges dans la région, notamment la mosaïque des Chagnats trouvée sur le domaine et visible aujourd'hui au musée de l'Avallonnais, à Avallon.

### Moyen Âge
La présence de la tête de la reine Brunehilde sur le blason des seigneurs de Chastellux, dont le berceau familial est à Montréal, lieu où elle vécut avec son petit-fils Thierry II, témoigne de l'ancienneté des origines de cette famille. L'histoire se souvient du supplice de la reine Brunehilde, morte attachée par les cheveux à la queue d'un cheval enragé après avoir régné pendant plusieurs décennies sur l'Austrasie à la fin du VIe siècle ; tandis que la lignée des Anséric de Montréal s'éteint en 1269 avec Anséric VI, inhumé au prieuré de Vausse, la branche des seigneurs de Chastellux descendante du frère d'Anséric IV de Montréal perdure jusqu'à nos jours.
L'audience de justice qui se tient en 1116 au deuxième étage de la tour Saint-Jean entre les barons locaux et le clergé de l'abbaye de Molesme à propos d'un litige de droit de propriété constitue la preuve la plus ancienne de la présence des seigneurs de Chastellux sur le site actuel du château. Il est inscrit dans le récit de l'audience : « la tour Saint-Jean ancienne en 1116 ».
Pendant dix siècles, le château de Chastellux ne cesse d'être agrandi, embelli et restauré par les générations successives d'une même famille.
Planté sur un pic rocheux surmontant la Cure, sa situation est un élément déterminant de la sauvegarde des lieux, ainsi protégés des attaques. Situé aux confins de du duché de Bourgogne et du comté de Nevers, la forteresse accueille les armées venues défendre cette porte de la Bourgogne alors autonome.

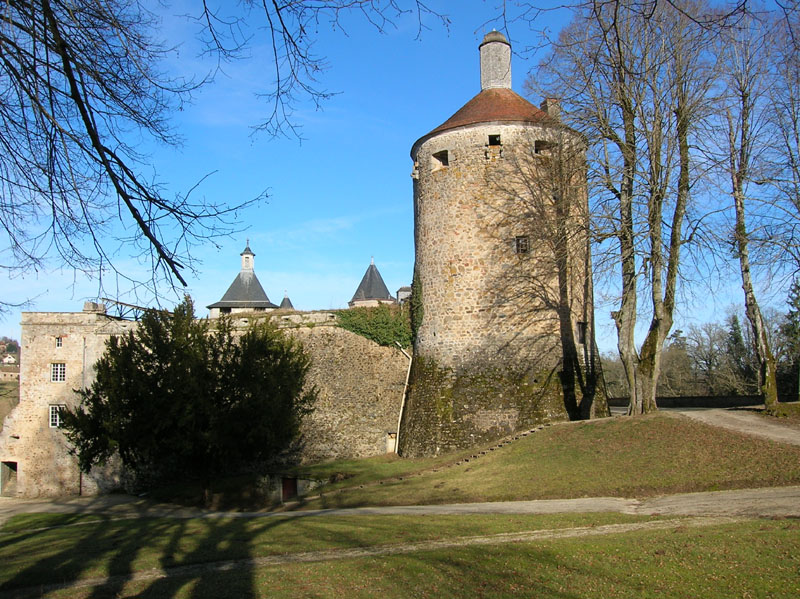
La tour Saint-Jean.

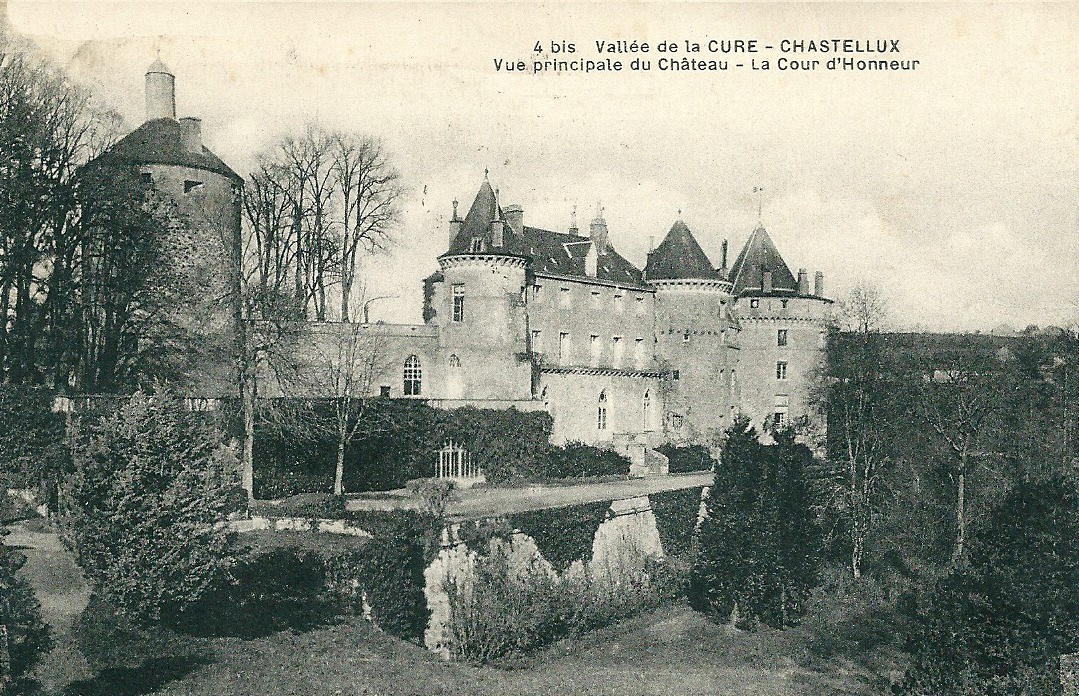
Vue principale du château vers 1925.

Au XIIe siècle, le château est une forteresse composée de hautes tours reliées entre elles par une épaisse muraille crénelée et gardée par un chemin de ronde. Des bâtiments en bois sont adossés le long des murs. Ils servent au logement du bétail ainsi qu’au stockage du fourrage. Le confort est inexistant et les habitations jouent un rôle très effacé par rapport à la vocation « défensive » de la forteresse. La tour Saint-Jean est le dernier vestige de ce passé antique où la seigneurie de Chastellux est indépendante de tout souverain. Cette tour — une des plus anciennes d'Europe — se compose de cinq niveaux. L'escalier qui dessert les étages a été taillé dans l'épaisseur du mur, lequel mesure plus de 3,5 m de large au sol. Au deuxième étage, se trouve une prison pour officier et un cachot dans lequel on descend par une ouverture située dans la voûte de l'étage. Le toit est surmonté d'une lanterne dans laquelle la cloche du guet, donnant l'alerte en cas de danger, se trouve placée.
Une deuxième enceinte flanquée de nombreuses tourelles, dont deux subsistent encore de nos jours, renforce cette position. Un fossé joignant les deux vallons ferme cette seconde enceinte, disparue à ce jour.
Au XIIIe siècle, la nécessité de construire un bâtiment plus important s’impose. La date de 1240, tracée sans art sur une pierre des murs, fournit sans équivoque la date de construction de la salle des Gardes, corps de bâtiment le plus ancien après celui de la tour Saint-Jean.
Comme à l'époque, il est encore aujourd’hui encadré par la tour de l'Ermitage et celle des Archives. Du côté ouest se dressent le donjon, depuis abaissé d'un étage, et la tour d'Amboise, bastion de défense sans étage.
Tout au long de l'histoire les seigneurs de Chastellux demeurent proches des ducs de Bourgogne et combattent à leurs côtés notamment lors de la prise de Paris en 1417. Le maréchal Claude de Chastellux bat les armées franco-écossaises lors de la bataille de Cravant le 31 juillet 1423. Cette victoire lui permet d'obtenir de nombreux privilèges, notamment celui d'entrer dans la cathédrale d'Auxerre à cheval, en habit militaire et un faucon au poing, pour y recevoir le titre de premier chanoine héréditaire du chapitre d'Auxerre. Il est inhumé dans la chapelle de ce monument.
Au cours des quinze dernières années de sa vie, le maréchal de Chastellux agrandit le deuxième corps de logis situé entre la tour des Archives et le bastion de la tour d'Amboise et fait construire la tour Octogonale et la chapelle du château.

### Temps modernes
En 1592, Olivier de Chastellux, baron de Quarré, vicomte d'Avallon, gouverneur de Cravant, surélève le bastion militaire situé à l'extrémité du château par une tour d'habitation nommée tour d'Amboise. Il fait également réaliser la terrasse qui encercle le château.
Jusqu'à la fin du règne de Louis XIII, le château demeure une forteresse dotée d'une garnison importante : le 13 octobre 1615 le prince de Condé ordonne « l'établissement d'une compagnie de 100 hommes de pied et sachant bien faire la guerre » ; dans une ordonnance datée du lendemain, il demande à Olivier de Chastellux de « lever une compagnie de 60 chevau-légers et de l'établir en son château et place de Chastellux ». La situation géographique de Chastellux en fait un lieu stratégique pour la défense de la Bourgogne.
Hercule, fils d'Olivier, est élu de la noblesse des états de Bourgogne en 1618. En 1621, afin de lui témoigner son estime et sa reconnaissance pour services rendus et pour ceux de son père, Louis XIII réunit les différents fiefs des Chastellux à savoir la seigneurie de Chastellux, la baronnie de Quarré-les-Tombes et la vicomté d'Avallon en comté de Chastellux.

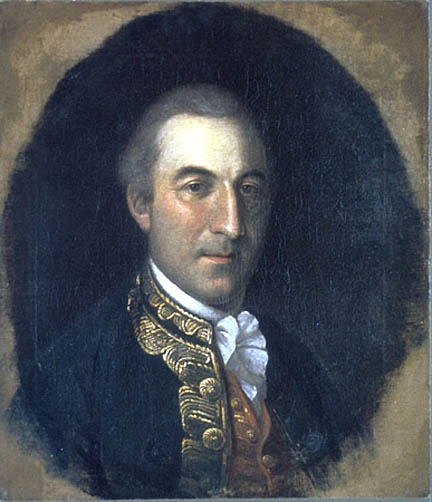
François-Jean de Chastellux, peinture de Charles Willson Peale.

En 1780, François-Jean de Chastellux participe à la guerre d'indépendance des États-Unis aux côtés de George Washington. Il explore le pays et étudie sa diversité ce qui le conduit à publier des ouvrages de référence sur ses voyages. Il entre à l'Académie française le 27 avril 1775. Il se distingue également en testant sur lui-même, pour la première fois en France, le vaccin contre la petite vérole, avec succès.
À la mort de son beau-père, le duc de Duras, en 1786, le comte Henri-Georges de Chastellux reprend la charge de chevalier d'honneur de Madame Victoire, fille de Louis XV, et se met à son service. En prévision des menaces qui s'annoncent, les filles de France se résolvent à partir en Italie en février 1791. Elles demandent aux Chastellux de les accompagner, les enfants du comte restant à Autun.
Les révolutionnaires vandalisent alors le château : toutes les armes anciennes du Moyen Âge sont volées en 1792, la cave est pillée et vendue aux enchères. Le 5 août 1793, les meubles et archives sont saisis, les tableaux, d'une valeur inestimable, sont brûlés le 10 août sur la place Saint-Julien d'Avallon, actuelle place de l'hôtel de ville. Les meubles sont volés, vendus, dispersés. La moindre trace de blason sur une boiserie, un tableau ou un élément décoratif devient synonyme de destruction irrémédiable et immédiate.

### Époque contemporaine

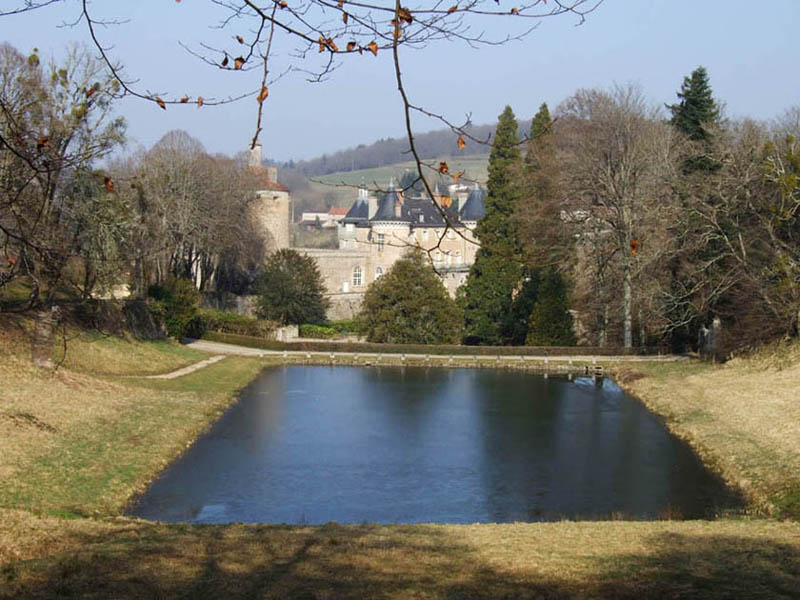
Le parc du château de Chastellux.

Le comte et la comtesse de Chastellux ne reviennent habiter le château qu'à la fin de l'Empire, en 1810, après dix-neuf ans d'exil en Italie.
Leur fille, Georgine de Chastellux épouse Charles de La Bédoyère, colonel au 112e de ligne puis au 7e, dont la fin s'annonce tragique. Il accueille Napoléon lors de son retour de l'île d'Elbe et se met à son service alors que Louis XVIII l'avait chargé de son arrestation. Après la chute de Waterloo, Louis XVIII fait fusiller Charles de La Bédoyère le 19 août 1815 à la barrière de Grenelle, à Paris, malgré la grande amitié qui lie le monarque à la maison de Chastellux.
Sous la Restauration, le frère de Georgine, César Laurent de Chastellux entreprend de remettre en état le domaine. Il supprime les ajouts décoratifs du XVIIIe siècle pour redonner son aspect médiéval à l'ensemble. Il en profite pour surélever de deux étages la tour d'Amboise.
Le 15 juin 1940 au soir, le général de Lattre s'installe au château avec son état-major et oblige le comte et la comtesse de Chastellux à s'en aller. Il souhaite combattre les Allemands en profitant de la géographie du terrain. Cette bataille n'ayant pas lieu, le général part le lendemain matin rapidement. Le comte et la comtesse de Chastellux rentrent le 6 septembre suivant, après trois mois d'absence. La vie reprend alors lentement son cours normal. Le château connaît un nouvel épisode tragique le 30 mai 1975 : un incendie se déclare dans un conduit de cheminée et met le feu à la toiture et aux greniers. La tour d'Amboise en porte encore la trace comme en témoigne l'absence de toit.
En 1969 eut lieu le tournage du film « Mon oncle Benjamin » d'Édouard Molinaro, avec Jacques Brel et Bernard Blier. On a une vue panoramique du château de Chastellux depuis le hameau de la Rivière et des scènes tournées à l'intérieur et à l'extérieur de la demeure. L'une d'entre elles montre Jacques Brel embrassant le postérieur du Marquis de Cambise (Bernard Blier).
Des scènes du téléfilm « L'épingle noire » furent tournées en 1982 dans cette seigneurie. Elles consacrèrent les débuts de Pierre Arditi. Le comédien jouait le rôle d'un aristocrate progressiste qui voulait renverser le roi en 1847.
À l’hôtel du lac du hameau de l'huis Raquin, on vit Mylène Demongeot dans le téléfilm « Le fantôme du lac » en 2004. On découvrit l'héroïne Jeanne jouée par Linda Hardy ex Miss France 1992. Elle va disparaître dans le lac de la commune « lac du Crescent » qui fut aménagé de 1929 à 1932 en dédommagements de la guerre de 1914-18[pas clair]. Ce lac de barrage d'une capacité de 14,6 millions de mètres cubes endigue le cours tumultueux de la Cure, affluent de la rive droite de l'Yonne. Avant la construction du barrage, le flottage des bois du Morvan vers Paris passait, entre autres, par la Cure, du XVIe siècle à 1923. Cette digue de 37 mètres de haut limite les crues de la rivière et par là même celles de la Seine dont la plus célèbre fut « la crue de la Seine de 1910 ».

## Protection
Le château, excepté la tour classée, fait l’objet d’une inscription au titre des monuments historiques depuis le 10 novembre 1925.
La tour Saint-Jean, n°C 341 du cadastre, fait l’objet d’un classement au titre des monuments historiques depuis le 10 novembre 1976.
L'ensemble composé par les façades et toitures des communs, le colombier, les bâtiments constituant la ferme, les terrasses et leur soubassement, n°C 341 du cadastre, fait l’objet d’une inscription au titre des monuments historiques depuis le 17 février 1989.
Le château et ses abords constituent un site classé et un site inscrit par arrêté du 9 septembre 1935.

## Visites
Le château, propriété privée, est ouvert à la visite depuis le 1er juillet 2008 de Pâques à la Toussaint.
Le parc se visite librement et gratuitement. Les visites accompagnées du château sont payantes (le guide est souvent le propriétaire ou un membre de sa famille).

### Cinéma
Un certain nombre de films et téléfilms ont été tournés au château de Chastellux. Parmi ceux-ci on peut citer :
- Mon oncle Benjamin d'Édouard Molinaro en 1969
- La Révolte des innocents téléfilm de Philippe Niang en 2018[2]